# Torsten Schöne
Torsten Schöne (* 3. Januar 1959 in Siegen-Weidenau) ist ein deutscher Rechtswissenschaftler und Hochschullehrer.

## Leben
Ab 1978 studierte er Rechtswissenschaften an der Universität Gießen (1983 erste juristische Staatsprüfung, 1986 zweite juristische Staatsprüfung). Seine Promotion erfolgte 1992 an der Universität Münster mit der Dissertation Gesellschafterausschluss bei Personengesellschaften: Hinauskündigung, Ausschluss aus absoluten und sachlichen Gründen, die Habilitation 1997 ebenfalls in Münster mit der Arbeit Reichweite und Grenzen des vorbeugenden Minderheitenschutzes bei Spaltungen unter Beteiligung von Gesellschaften mit beschränkter Haftung gem. §§ 123 ff. UmwG. Er erhielt die venia legendi im Bürgerlichen Recht, Handels- und Wirtschaftsrecht. Er ist seit 1999 Professor für Recht für Wirtschaftswissenschaftler, insbesondere Bürgerliches Recht, Handels- und Gesellschaftsrecht, Arbeitsrecht an der Universität Siegen.
Seit 2021 ist er Mitglied im Netzwerk Wissenschaftsfreiheit.

## Schriften (Auswahl)
- Gesellschafterausschluss bei Personengesellschaften. Hinauskündigung, Ausschluss aus absoluten und sachlichen Gründen. Köln 1993, ISBN 3-504-64628-4.
- Die Spaltung unter Beteiligung von GmbH gem. §§ 123 ff. UmwG. Grundlagen, Anteilsgewährung, Beschlußfassung, Informationspflichten. Köln 1998, ISBN 3-504-37017-3.
- Fälle zum Handels- und Gesellschaftsrecht. München 2018, ISBN 3-406-71895-7.